# Astragalus pendulinus
Astragalus pendulinus är en ärtväxtart som beskrevs av Mikhail Grigoríevič Popov och Boris Fedtjenko. Astragalus pendulinus ingår i släktet vedlar, och familjen ärtväxter. Inga underarter finns listade i Catalogue of Life.